# Ulf Lundmark
Ulf Mauritz Lundmark, född 15 februari 1951 i Piteå, är en svensk sångare och basbaryton.
Lundmark är utbildad för bland andra Sonny Peterson. Han debuterade som Papageno i Trollflöjten på Folkoperan 1986 och har sedan dess sjungit många roller på Folkoperan, men även vid bland annat NorrlandsOperan, Drottningholms Slottsteater och Kungliga Operan. Han uppträder främst på Folkoperan i Stockholm, där han gjort en rad stora partier, till exempel titelrollen i Verdis Rigoletto hösten 2006. Han har även varit verksam som pedagog, bland annat vid Operahögskolan i Stockholm och som sångsällskapet Orphei Drängars egen sånglärare.
Ulf Lundmark är bror till Arne Lundmark (född 1955), solist och pedagog, som också är verksam i Stockholmsområdet.